# Фауна Анголы
Фауна Анголы — часть природы Анголы, страны в юго-западной части Африки. Согласно путеводителю «Ангола» (2013 год, авторы Майк Стид и Шон Рорисон), животный мир Анголы включает 275 видов млекопитающих, 78 видов земноводных, 227 видов пресмыкающихся (в том числе 19 эндемичных), 915 видов птиц (шестой показатель по Африке; согласно Ангольской орнитологической ассоциации, это число должно быть увеличено до 938) и более 300 видов насекомых.
88 видов и подвидов животных Анголы считаются уязвимыми, вымирающими или находящимися на грани исчезновения. Среди ангольских животных на грани исчезновения — большая чёрная антилопа (эндемичный для Анголы подвид Hippotragus niger variani), чёрный носорог, западная равнинная горилла (Gorilla gorilla gorilla) и кожистая черепаха. Факт наличия угрозы для большого числа видов животных традиционно связывают с шедшей в Анголе на протяжении десятилетий гражданской войной (в частности, природоохранные организации обвиняют партизан из организации УНИТА в уничтожении ста тысяч слонов ради их бивней), но истребление слонов началось в этом регионе ещё в XVI веке, а многие виды в провинции Уила стали жертвами хищнической охоты со стороны поселенцев-буров. В целях охраны природы в Анголе созданы шесть национальных парков, но в отсутствие ресурсов и инфраструктуры меры по защите четырёх из них существуют только на бумаге, и браконьерство и проникновение человеческих хозяйств на их территорию продолжаются практически бесконтрольно.

## Млекопитающие
До начала гражданской войны в Анголе в этой стране были распространены такие крупные млекопитающие, как львы (некогда встречавшиеся даже в непосредственной близости от столицы страны — Луанды), леопарды, слоны, жирафы, чёрные носороги, буйволы, гориллы и шимпанзе. Популяции всех этих животных критически сократились за период гражданской войны; хотя охота на слонов активно велась с XVI века и усилилась в XIX веке, только партизаны организации УНИТА, по данным природоохранительных организаций, ради бивней истребили сто тысяч слонов. Другим фактором стала охота, от которой пострадали почти все виды крупных млекопитающих. В провинции Уила многие виды были поставлены на грань уничтожения в результате охоты со стороны поселенцев-буров. К настоящему времени на территории Анголы классифицируются как уязвимые виды африканский слон, африканский лев, гепард, бегемот, африканский ламантин и горбатый кит; как вымирающие — горная зебра, ангольская разновидность гиеновидной собаки, шимпанзе и финвал; и как виды на грани исчезновения — чёрный носорог и западная равнинная горилла Gorilla gorilla gorilla. Широко известен также угрожаемый статус местного подвида чёрной антилопы Hippotragus niger variani.

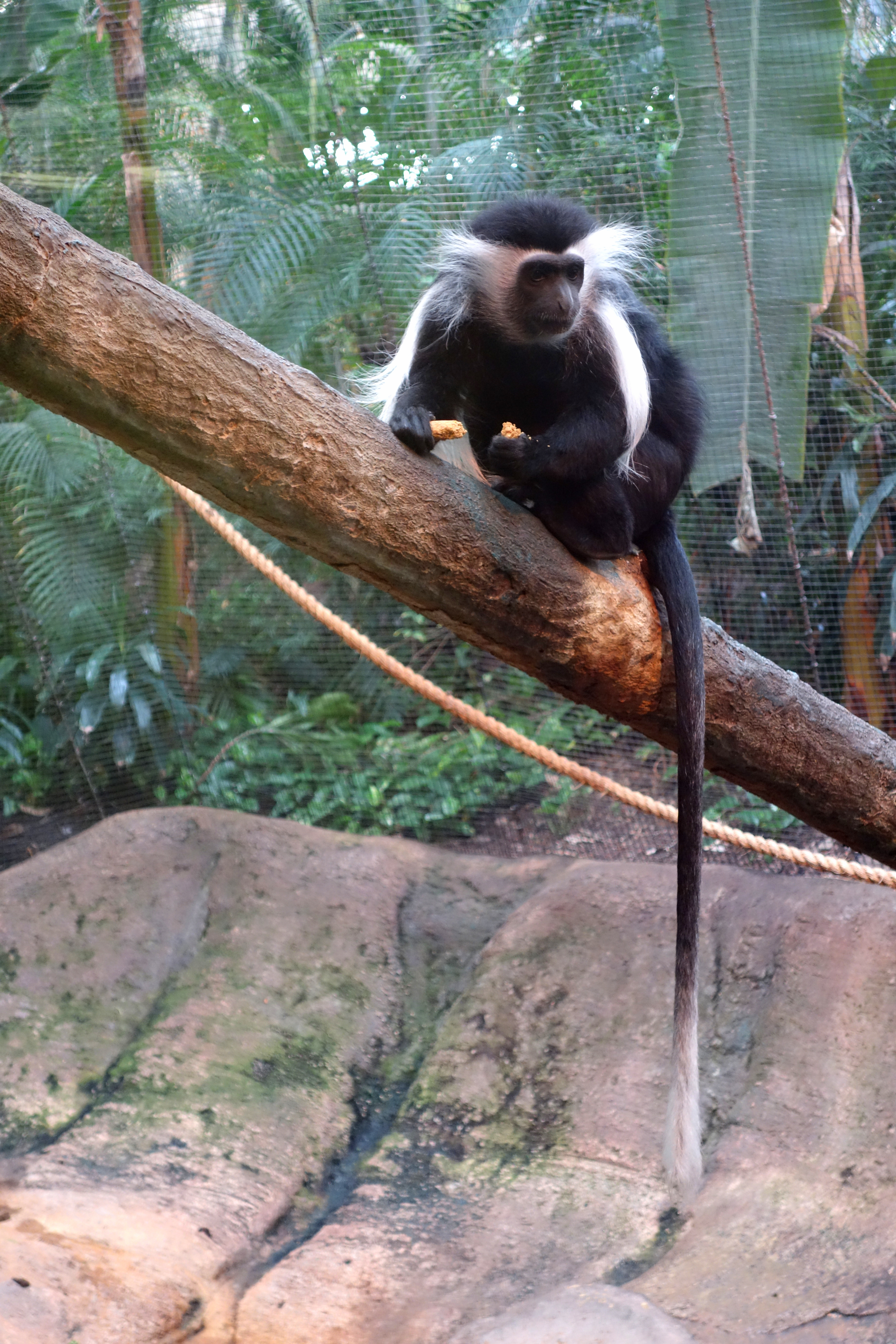
Ангольский колобус

В животном мире Анголы по-прежнему широко представлены другие антилопы. Среди них крупнейшие антилопы Африки — канна (Tautotragus oryx), встречающаяся в провинциях Намибе и Кунене, лошадиная антилопа (Hippotragus equinus) и более распространённый номинативный подвид чёрной антилопы в провинции Маланже. Из более мелких антилоп в Анголе распространены бушбок (Tragelaphus scriptus) и антилопа-прыгун ((Oreotragus oreotragus) в провинциях Намибе и Кунене, а также кустарниковый дукер (Sylvicapra grimmia) и стенбок (Raphicerus campestris) в провинции Намибе. Гиппопотамов в современной Анголе можно встретить близ города Ваку-Кунго в провинции Южная Кванза, жирафов и слонов — в Национальном парке Кисама.
Человекообразные обезьяны — западная равнинная горилла и шимпанзе — встречаются на эксклавной территории Кабинда; гориллы, бывшие там раньше достаточно распространёнными, в настоящее время внесены в список наиболее угрожаемых видов. Интерес также представляет ангольский колобус Colobus angolensis, местную разновидность которого многие источники признают самостоятельным видом. В прибрежных водах иногда встречаются африканские ламантины; один из них в последние годы стал часто появляться в устье реки Кванзы. У побережья Анголы круглый год появляются кашалоты, особенно частые с января по май, а с июля по октябрь, в брачный сезон, в этих водах можно наблюдать горбатых китов — обычно в одиночку или парами, хотя встречаются и группы до шести особей. Морские биологи сообщали о наблюдении у берегов Луанды полосатиков Брайда.

## Птицы

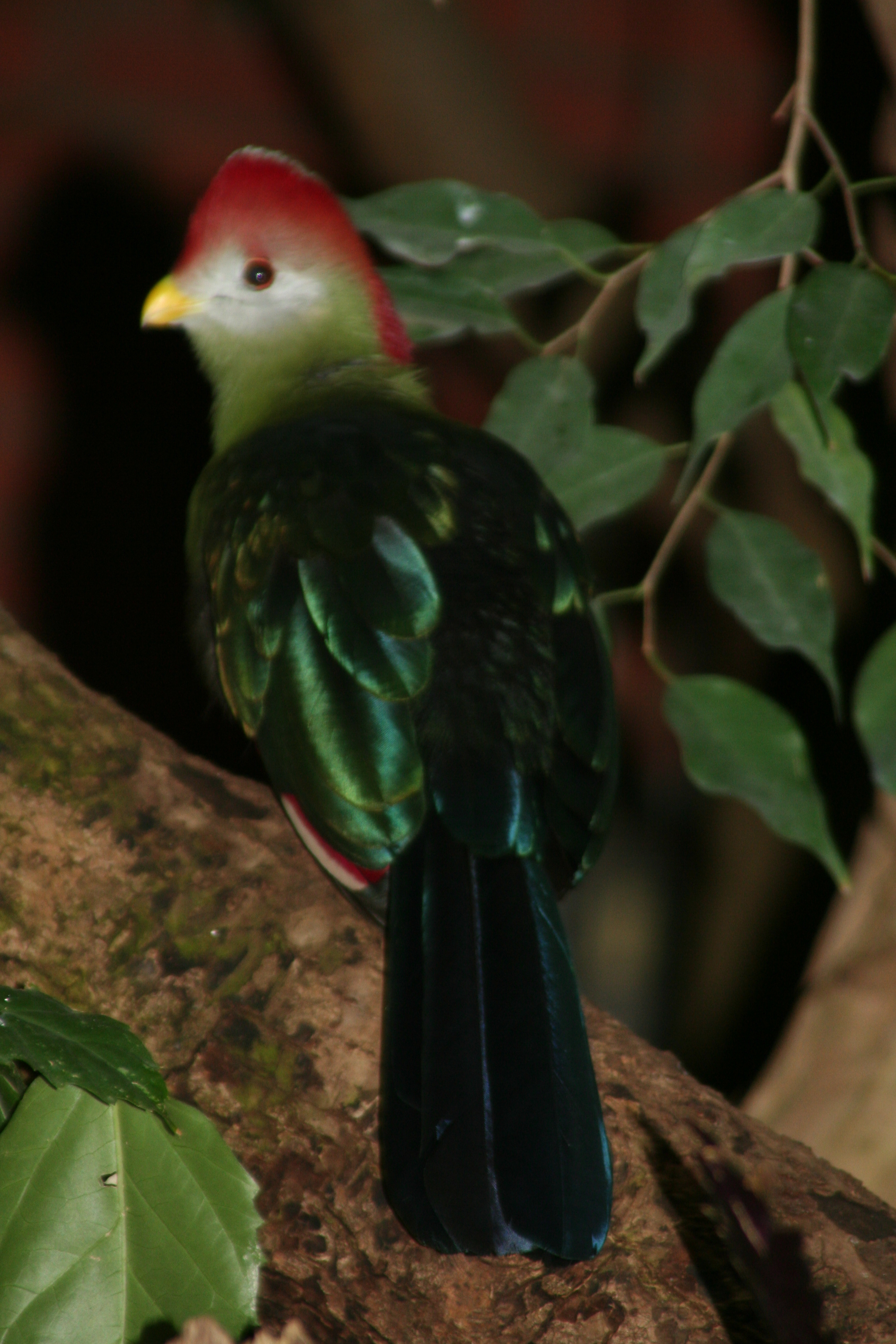
Краснохохлый турако — эндемик и национальная птица Анголы

Ангола, расположенная на стыке трёх разных биомов — пойменных лесов впадины Конго на севере, кустарниковой лесостепи миомбо на востоке и пустыни Намиб на юге, — представляет собой одну из самых ценных для орнитологии и в то же время самых малоизученных стран Африки. В зоне эндемичной орнитофауны Западной Анголы насчитывается 14 видов с ограниченным ареалом, из которых восемь являются угрожаемыми. Только в районе Габелы (Южная Кванза, район Ангольского нагорья) на территории в 200 км² тропического леса Кумбира обитают восемь видов с ограниченным ареалом, из них семь эндемичные и шесть угрожаемые (в том числе габельский акалат Sheppardia gabela, ангольская бюльбюлевая славка Macrosphenus puliteri, красноклювый очковый сорокопут Prionops gabela и певчий сорокопут Laniarius amboimensis). При этом большинство данных об этом регионе относится к колониальному периоду, и только после наступления гражданского мира в 2000-е годы в Анголу начали возвращаться орнитологи.
Помимо района Габелы, ещё одним богатым на редких птиц регионом Западной Анголы является центральное плато Ангольского нагорья, в частности район горы Моко. На горе Моко наблюдалось в общей сложности 211 видов птиц, в том числе четыре вида с ограниченным ареалом и три вида, чья судьба вызывает озабоченность в глобальном масштабе — ангольский скворцовый конёк Macronyx grimwoodi, ангольский пещерный чекан Xenocopsychus ansorgei и ангольский турач Francolinus swierstrai.

## Пресмыкающиеся
Из 227 видов пресмыкающихся, зафиксированных на территории Анголы, 19 являются эндемиками этой страны. Среди наиболее крупных рептилий Анголы — нильский и африканский узкорылый крокодилы, до настоящего времени несущие ответственность за гибель нескольких человек ежегодно. Тупорылый крокодил Osteolaemus tetraspis на территории Анголы считается вымирающим видом. Также к числу угрожаемых принадлежат два вида морских черепах — кожистая черепаха Dermochelys coriacea (в Анголе носит статус вида на грани исчезновения) и оливковая черепаха Lepidochelys olivacea (вымирающий вид). Оба вида черепах встречаются на пляжах к югу от Луанды и в устье реки Риу-Лонга.

## Природоохранные мероприятия
Хотя в колониальный период в Анголе был создан ряд заповедников и национальных парков, после получения независимости большинство из них были заброшены, чему способствовала длившаяся десятилетиями гражданская война. Крупные млекопитающие, ставшие объектами бесконтрольной охоты, были поставлены на грань уничтожения. Даже после окончания войны природоохранные ведомства Анголы располагают слишком малыми ресурсами, а вопросу экологии придаётся только второстепенное значение.
В Анголе созданы шесть национальных парков, однако властями им уделяется слишком мало внимания. Четыре из них — Мупа, Камея, Бикуар и Иона — фактически существуют только на бумаге, ввиду отсутствия инфраструктуры, информационных и человеческих ресурсов и разработанных природоохранных мер. Браконьерство и проникновение человеческих хозяйств на их территорию продолжаются практически бесконтрольно. Национальный парк Иона является единственным относительно доступным для публики из этих четырёх, но полное отсутствие инфраструктуры превращает эту доступность в чисто теоретическую. В Национальном парке Кангандала к югу от города Маланже положение обстоит лучше за счёт значительных усилий по сохранению популяции большой чёрной антилопы. Только шестой национальный парк, Кисама, расположенный недалеко от столицы страны, не только открыт для публики, но и располагает базовой туристической инфраструктурой. Проект по восстановлению популяции чёрной антилопы ведётся также в природном заповеднике Луандо, а проекты по охране лесов и гнездовий — на горе Моко и в лесном заповеднике Кумбира.